# Byturidae
Famille
La famille des Byturidae regroupe des insectes coléoptères. Elle a été créée par Pierre Nicolas Camille Jacquelin du Val (1828-1862) en 1858.

## Liste des sous-familles
Selon ITIS (28 août 2014) :
- sous-famille Byturinae Jacquelin du Val, 1858
- sous-famille Platydascillinae Pic, 1914

Selon Paleobiology Database (28 août 2014) :
- sous-famille Byturinae
- sous-famille Platydascillinae

## Liste des genres
Selon Catalogue of Life (28 août 2014) :
- genre Byturus
- genre Xerasia

## Liste des genres et espèces
Selon NCBI (28 août 2014) :
- genre Byturus
  - Byturus aestivus
  - Byturus affinis
  - Byturus ochraceus
  - Byturus tomentosus
  - Byturus unicolor
- genre Xerasia
  - Xerasia grisescens